# Pematang Bhina Tani
Pematang Bhina Tani is een bestuurslaag in het regentschap Ogan Komering Ilir van de provincie Zuid-Sumatra, Indonesië. Pematang Bhina Tani telt 2729 inwoners (volkstelling 2010).